# Prêmio Jabuti
Prêmio Jabuti – brazylijska nagroda literacka przyznawana przez Brazylijski Dom Książki od 1958 roku.
Twórcą idei przyznawania nagrody był Edgard Cavalheiro, dawny dyrektor Brazylijskiego Domu Książki. Postanowiono nagradzaćː autorów, redaktorów, ilustratorów, grafików i księgarzy, którzy każdego roku wyróżniają się na brazylijskim rynku księgarskim.
W 1959 roku nagrody przyznano w następujących kategoriachː powieść, opowiadanie, esej literacki, historia literatury, literatura dla dzieci, literatura dla młodzieży, ilustracje, projekt okładki.
Obecnie nagroda przyznawana jest w prawie dwudziestu kategoriach.